# Шарлиз Терон
Шарлѝз Тѐрон (на африкаанс: Charlize Theron) е южноафриканска и американска актриса.

## Биография
Терон е родена в Бенони, Южна Африка. Майка ѝ Герда Терон поема семейния бизнес след смъртта на съпруга си Чарлс. Родният език на Шарлиз е африканс, но говори перфектно и английски.
Терон израства като единствено дете. На 13 години е изпратена да учи в пансион. Две години по-късно вижда как майка ѝ убива баща ѝ, след като пиян той се опитва да я нападне.
На 16 години заминава за Милано, където сключва договор с модна агенция, след като печели кастинг. По-късно заминава за Ню Йорк, където учи балет. Прекратява танците поради контузия.
През 1994 г. решава да се установи в Лос Анджелис и получава първата си роля в игрален филм.
През май 1999 г. списание „Плейбой“ публикува нейни голи снимки, правени няколко години преди това, по времето, когато е все още начинаещ фотомодел. Терон неуспешно съди списанието за публикуването им без нейно съгласие.
След участието си в няколко холивудски филма Терон е избрана за главната роля на жена сериен убиец във филма Чудовище. С тази си роля печели награда „Оскар“ за най-добра актриса.

## Награди
- 2004 – Оскар за най-добра женска роля във филма „Чудовище“
- 2004 – Screen Actors Guild Award за най-добра женска роля във филма „Чудовище“
- 2004 – Златен глобус за най-добра женска роля във филма „Чудовище“
- 2006 – номинация за Оскар за най-добра женска роля във филма „Северна страна“
- 2006 – Златна камера

## Филмография
| година | филм                              | оригинално заглавие                     | роля                   | бележки |
| ------ | --------------------------------- | --------------------------------------- | ---------------------- | --- |
| 1995   | Децата на царевицата 3            | Children of the Corn III: Urban Harvest |                        | |
| 1996   | Два дни в долината                | 2 Days in the Valley                    | Хелга Свелген          | |
| 1996   | Музиката, която правиш            | That Thing You Do!                      | Тина Пауърс            | |
| 1997   |                                   | Hollywood Confidential                  | Сали                   | телевизионен филм |
| 1997   | Процес и грешка                   | Trial and Error                         | Били Тайлър            | |
| 1997   | Адвокат на Дявола                 | The Devil's Advocate                    | Мери Ан Ломакс         | |
| 1998   | Знаменитости                      | Celebrity                               | супермодел             | |
| 1998   | Могъщият Джо Янг                  | Mighty Joe Young                        | Джил Йънг              | - номинация – Сатурн за най-добра актриса в поддържаща роля |
| 1999   | Жената на астронавта              | The Astronaut's Wife                    | Джулиан Армакост       | |
| 1999   | Правилата на дома                 | The Cider House Rules                   | Кенди Кендъл           | - номинация – Сателит за най-добра актриса в поддържаща роля в драматичен филм |
| 2000   | Двойни игри                       | Reindeer Games                          | Ашли Мърсър            | |
| 2000   |                                   | The Yards                               | Ерика Столц            | |
| 2000   | Легенда за Багър Ванс             | The Legend of Bagger Vance              | Адел Инвергордън       | |
| 2000   | Мъже на честта                    | Men of Honor                            | Гуен Съндей            | |
| 2001   | Месец любов                       | Sweet November                          | Сара Дийвър            | |
| 2001   | Проклятието на скорпиона          | The Curse of the Jade Scorpion          | Лора Кенсингтън        | |
| 2001   | 15 минути                         | 15 Minutes                              | Роуз Хеам              | |
| 2002   | В капан                           | Trapped                                 | Карън Дженингс         | |
| 2002   | Да се събудиш в Рино              | Waking Up in Reno                       | Кенди Киркендал        | |
| 2003   | Италианска афера                  | The Italian Job                         | Стела Бриджър          | |
| 2003   | Чудовище                          | Monster                                 | Айлин Уорнос           | също продуцент - Оскар за най-добра женска роля - Златен глобус за най-добра актриса в драматичен филм - Сателит за най-добра актриса в драматичен филм - номинация – Награда на БАФТА за най-добра актриса в главна роля                      |
| 2004   | Животът и смъртта на Питър Селърс | The Life and Death of Peter Sellers     | Брит Екланд            | - номинация – Златен глобус за най-добра актриса в минисериал или телевизионен филм - номинация – Еми за най-добра актриса в минисериал или телевизионен филм                                                                                  |
| 2004   | Глава в облаците                  | Head in the Clouds                      | Гилда Бес              | |
| 2005   | Северна страна                    | North Country                           | Джоузи Еймс            | - номинация – Оскар за най-добра женска роля - номинация – Награда на БАФТА за най-добра актриса в главна роля - номинация – Златен глобус за най-добра актриса в драматичен филм - номинация – Сателит за най-добра актриса в драматичен филм |
| 2005   | Аеон Флукс                        | Æon Flux                                | Аеон Флукс             | |
| 2007   | В долината на Давид и Голиат      | In the Valley of Elah                   | детектив Емили Сандърс | |
| 2008   | Лунатизъм                         | Sleepwalking                            | Джолийн                | също продуцент |
| 2008   | Ханкок                            | Hancock                                 | Мери Ембри             | - номинация – Сатурн за най-добра актриса в поддържаща роля |
| 2008   | Битка в Сиатъл                    | Battle in Seattle                       | Ела                    | |
| 2009   | Горящата равнина                  | The Burning Plain                       | Силвиа                 | също продуцент - номинация – Сатурн за най-добра актриса |
| 2009   | Пътят                             | The Road                                | Жената                 | |
| 2009   | Астробой                          | Astro Boy                               | разказвач              | |
| 2011   | Младите възрастни                 | Young Adult                             | Мейвис Гари            | също продуцент - номинация – Златен глобус за най-добра актриса в мюзикъл или комедия - номинация – Сателит за най-добра актриса |
| 2012   | Прометей                          | Prometheus                              | Мередит Викърс         | |
| 2012   | Снежанка и ловецът                | Snow White and the Huntsman             | Равена                 | - номинация – Сатурн за най-добра актриса в поддържаща роля |
| 2014   | Който оцелее, ще разказва         | A Million Ways to Die in the West       | Ана                    | |
| 2015   |                                   | Dark Places                             | Либи Дей               | |
| 2015   | Лудия Макс: Пътят на яростта      | Mad Max: Fury Road                      | Император Фюриоза      | - номинация – Емпайър за най-добра актриса |
| 2016   | Ловецът: Ледената война           | The Huntsman: Winter's War              | Равена                 | |
| 2016   |                                   | The Last Face                           | Рен                    | |
| 2016   | Кубо и пътят на самурая           | Kubo and the Two Strings                | Маймуна (глас)         | анимационен филм |
| 2017   | Атомна блондинка                  | Atomic Blonde                           | Лорейн Бротън          | |
| 2017   | Бързи и яростни 8                 | The Fate of the Furious                 | Сайфър                 | |
| 2018   |                                   | Tully                                   | Марло                  | |
| 2018   |                                   | Gringo                                  | Илейн Маркинсън        | |